# Tuffé
Tuffé ist eine ehemalige französische Gemeinde mit 1536 Einwohnern (Stand: 1. Januar 2020) im Département Sarthe in der Region Pays de la Loire. Sie gehörte zum Arrondissement Mamers. Die Einwohner werden Tufféens und Tufféennes genannt.
Der Erlass der Präfektin vom 29. September 2015 legte mit Wirkung zum 1. Januar 2016 die Eingliederung von Tuffé als Commune déléguée zusammen mit der früheren Gemeinde Saint-Hilaire-le-Lierru zur neuen Commune nouvelle Culoz-Béon fest.

## Geographie
Tuffé liegt etwa 27 Kilometer ostnordöstlich von Le Mans.
Umgeben wird Tuffé von den Nachbargemeinden und der Commune déléguée:
| Prévelles              | Saint-Denis-des-Coudrais                    | La Bosse Boëssé-le-Sec                                       |
| La Chapelle-Saint-Rémy | Kompassrose, die auf Nachbargemeinden zeigt |                                                              |
|                        | Beillé Vouvray-sur-Huisne                   | Saint-Hilaire-le-Lierru (Commune déléguée) Sceaux-sur-Huisne |

## Bevölkerungsentwicklung
| Tuffé: Einwohnerzahlen von 1793 bis 2020                                                                                   | Tuffé: Einwohnerzahlen von 1793 bis 2020 | Tuffé: Einwohnerzahlen von 1793 bis 2020 | Tuffé: Einwohnerzahlen von 1793 bis 2020 | Tuffé: Einwohnerzahlen von 1793 bis 2020 |
| --- | ---------------------------------------- | ---------------------------------------- | ---------------------------------------- | ---------------------------------------- |
| Jahr |                                          |                                          |                                          | Einwohner                                |
| 1793 | 1793                                     |                                          | 1.507                                    | 1.507                                    |
| 1800 | 1800                                     |                                          | 1.650                                    | 1.650                                    |
| 1806 | 1806                                     |                                          | 1.599                                    | 1.599                                    |
| 1821 | 1821                                     |                                          | 1.734                                    | 1.734                                    |
| 1831 | 1831                                     |                                          | 1.822                                    | 1.822                                    |
| 1836 | 1836                                     |                                          | 1.792                                    | 1.792                                    |
| 1841 | 1841                                     |                                          | 1.792                                    | 1.792                                    |
| 1846 | 1846                                     |                                          | 1.818                                    | 1.818                                    |
| 1851 | 1851                                     |                                          | 1.802                                    | 1.802                                    |
| 1856 | 1856                                     |                                          | 1.806                                    | 1.806                                    |
| 1861 | 1861                                     |                                          | 1.714                                    | 1.714                                    |
| 1866 | 1866                                     |                                          | 1.644                                    | 1.644                                    |
| 1872 | 1872                                     |                                          | 1.629                                    | 1.629                                    |
| 1876 | 1876                                     |                                          | 1.658                                    | 1.658                                    |
| 1881 | 1881                                     |                                          | 1.669                                    | 1.669                                    |
| 1886 | 1886                                     |                                          | 1.623                                    | 1.623                                    |
| 1891 | 1891                                     |                                          | 1.630                                    | 1.630                                    |
| 1896 | 1896                                     |                                          | 1.544                                    | 1.544                                    |
| 1901 | 1901                                     |                                          | 1.568                                    | 1.568                                    |
| 1906 | 1906                                     |                                          | 1.574                                    | 1.574                                    |
| 1911 | 1911                                     |                                          | 1.575                                    | 1.575                                    |
| 1921 | 1921                                     |                                          | 1.419                                    | 1.419                                    |
| 1926 | 1926                                     |                                          | 1.408                                    | 1.408                                    |
| 1931 | 1931                                     |                                          | 1.381                                    | 1.381                                    |
| 1936 | 1936                                     |                                          | 1.429                                    | 1.429                                    |
| 1946 | 1946                                     |                                          | 1.546                                    | 1.546                                    |
| 1954 | 1954                                     |                                          | 1.365                                    | 1.365                                    |
| 1962 | 1962                                     |                                          | 1.415                                    | 1.415                                    |
| 1968 | 1968                                     |                                          | 1.461                                    | 1.461                                    |
| 1975 | 1975                                     |                                          | 1.275                                    | 1.275                                    |
| 1982 | 1982                                     |                                          | 1.287                                    | 1.287                                    |
| 1990 | 1990                                     |                                          | 1.330                                    | 1.330                                    |
| 1999 | 1999                                     |                                          | 1.500                                    | 1.500                                    |
| 2006 | 2006                                     |                                          | 1.520                                    | 1.520                                    |
| 2013 | 2013                                     |                                          | 1.607                                    | 1.607                                    |
| 2020 | 2020                                     |                                          | 1.536                                    | 1.536                                    |
| Quelle(n): EHESS/Cassini bis 1999, INSEE ab 2006 Anmerkung(en): Ab 1962 offizielle Zahlen ohne Einwohner mit Zweitwohnsitz |                                          |                                          |                                          |                                          |

## Sehenswürdigkeiten
- Romanische Pfarrkirche Saint-Pierre-et-Saint-Paul mit Umgestaltungen im 15. und 16. Jahrhundert
- Ehemalige Priorei, genannt „Abtei Notre-Dame“
- Schloss La Chéronne, heute Vermietung von Ferienwohnungen (gîtes), errichtet im 16. Jahrhundert, Wohngebäude mit Eingangstor seit 1991 als Monument historique eingeschrieben

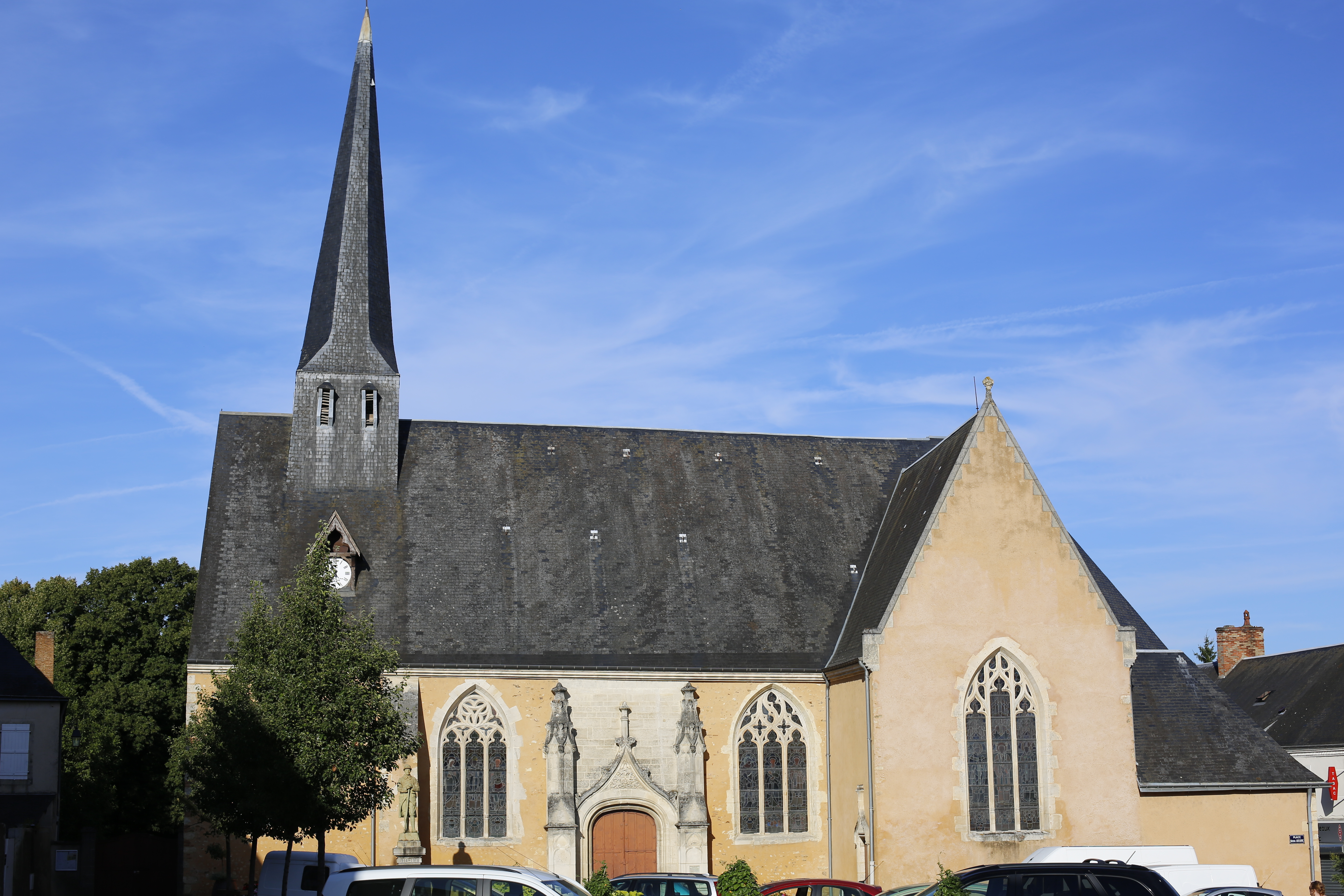
Pfarrkirche Saint-Pierre-et-Saint-Paul
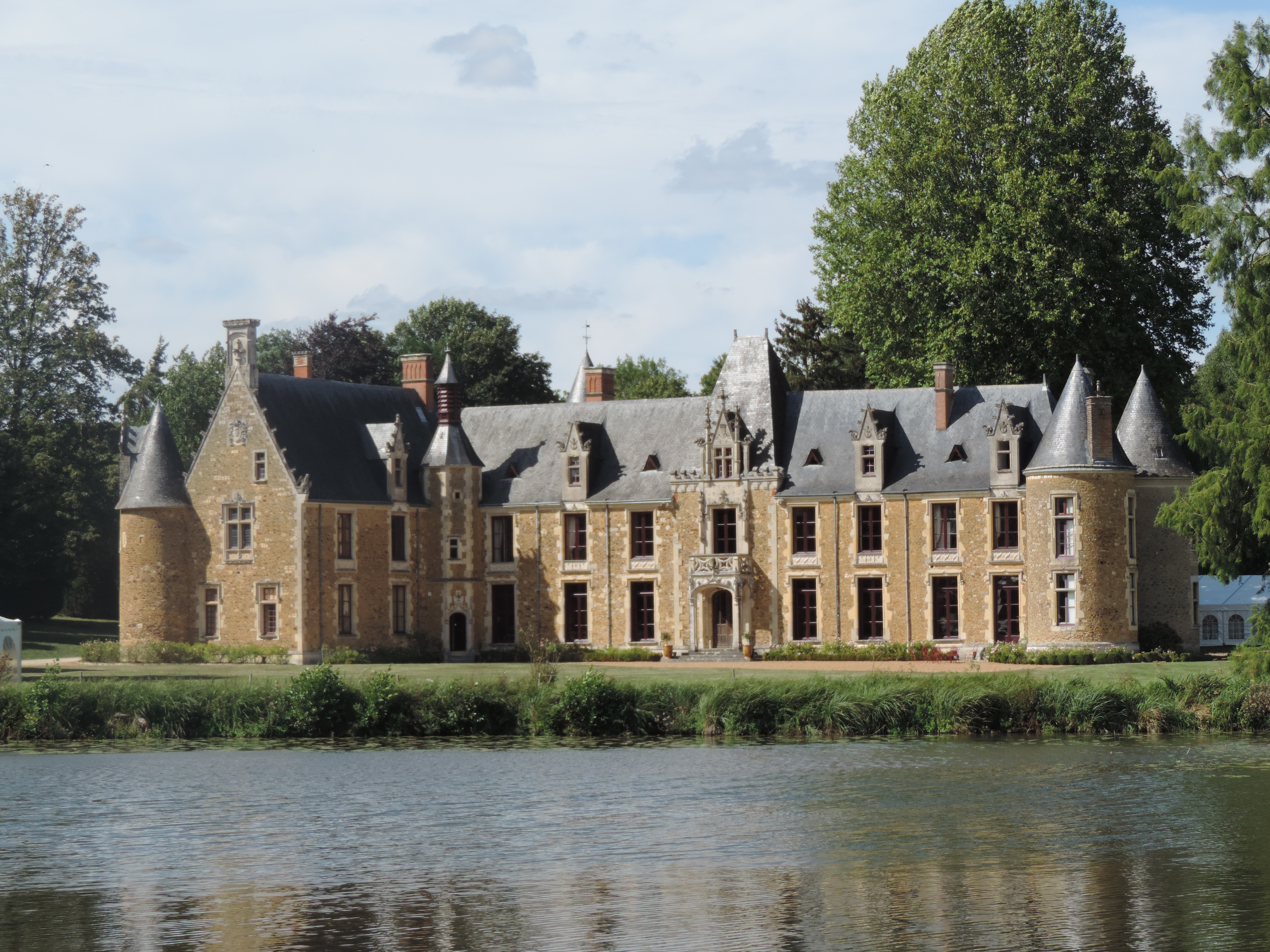
Schloss La Chéronne

## Gemeindepartnerschaften
Mit den britischen Gemeinden Allington und Sedgebrook, beide in Lincolnshire (England), bestehen Partnerschaften.